# Militarie Gun
Militarie Gun — американський рок гурт з Лос-Анджелеса, Каліфорнія, заснований у 2020 році.
Музика гурту була класифікована як альтернативний рок, хардкор-панк, мелодійний хардкор.
Гурт випустив три мініальбоми та один повноформатний альбом Life Under the Gun, який вийшов 23 червня 2023 року.
Гурт підписав контракт з лейблом Loma Vista Recordings.

## Історія
Внаслідок пандемії COVID-19 діяльність гурту Regional Justice Center було призупинено. Навесні 2020 року фронтмен гурту, Ян Шелтон, вирішив створити новий проект, який отримав назву Military Gun.
Шелтон вирішив написати та записати мініальбом My Life Is Over, який вийшов у вересні того ж року. Після випуску мініальбому Шелтон розширив проект, запросивши Ніка Когана та Вільяма Акунью на гітарі, Макса Епштейна на басу та Вінса Нгуєна на барабанах.
Гурт Military Gun випустив свій другий мініальбом All Roads Lead to the Gun у червні 2021 року, а третій мініальбом All Roads Lead to the Gun II — у вересні 2021 року. У 2022 році було випущено розширене перевидання All Roads Lead to the Gun (Deluxe), яке містило два торішні мініальбоми та чотири бонусні пісні.
Гурт Military Gun грав на розігріві під час гастролей з гуртами Touché Amoré і Fiddlehead. Незабаром це принесло їм контракт з лейблом Loma Vista Recordings.
У 2023 році гурт Military Gun випустив нову пісню під назвою «Do It Faster». Також гурт випустив кліп на нову пісню.
3 червня 2023 року гурт випустив свій дебютний повноформатний альбом Life Under the Gun 2 на лейблі Loma Vista Recordings.

## Учасники гурту
- Ян Шелтон (Ian Shelton) — вокал, продюсування
- Вільям Акунья (William Acuña) — гітара
- Нік Коган (Nick Cogan) — гітара
- Waylon Trim (Waylon Trim) — бас
- Вінс Нгуєн (Vince Nguyen) — ударні

## Дискографія
Студійні альбоми:
- Life Under the Gun (2023)

Мініальбоми
- My Life Is Over (2020)
- All Roads Lead to the Gun (2021)
- All Roads Lead to the Gun II (2021)